# Josh O'Connor
Pour les articles homonymes, voir O'Connor.
Josh O'Connor est un acteur britannique, né le 20 mai 1990 à Southampton (Angleterre).
Il apparaît à ses débuts dans le film choral The Riot Club (2014), et accède à la notoriété trois ans plus tard en interprétant le rôle principal du drame romantique indépendant Seule la terre, pour lequel il remporte en 2017 le prix du meilleur acteur aux British Independent Film Awards.
Par la suite, la série télévisée The Crown, dans laquelle il interprète en 2020 le rôle du prince héritier Charles d'Angleterre, lui vaut de remporter le Golden Globe du meilleur acteur dans une série dramatique.

## Biographie
Josh O'Connor est né le 20 mai 1990 à Southampton, en Angleterre. Son père, John, est professeur et sa mère, Emily, est sage-femme. Il a deux frères. Son grand-père est le sculpteur John Bunting et sa tante est la journaliste Madeleine Bunting. Sa famille est d'origine irlandaise, anglaise et écossaise du côté de son père, et également juive ashkénaze et séfarade du côté de sa mère.
Il suit des études à l'école de théâtre Bristol Old Vic, dont il sort diplômé en 2011.

## Carrière
Josh O'Connor débute au cinéma, en 2012, avec un rôle de figurant dans The Eschatrilogy : Book of the Dead de Damian Morter et il joue également dans un épisode de Inspecteur Lewis. L'année suivante, il tourne dans The Magnificent Eleven de Jeremy Wooding et à la télévision dans Doctor Who, London Irish et Londres, police judiciaire.
En 2014, Lone Scherfig lui offre un rôle dans The Riot Club aux côtés de Max Irons, Sam Claflin, Douglas Booth et Natalie Dormer. Il est également présent dans quelques épisodes de Peaky Blinders.
En 2015, il tient un petit rôle dans la nouvelle adaptation de Cendrillon réalisé par Kenneth Branagh et tourne dans The Program de Stephen Frears et Bridgend de Jeppe Rønde. L'année suivante, il joue dans la série La Folle Aventure des Durrell et retrouve Stephen Frears dans Florence Foster Jenkins, avec Meryl Streep.
En 2017, il joue dans Seule la Terre de Francis Lee, qui lui vaut plusieurs prix et nominations. L'année d'après, il est présent dans le drame Only You.
En 2019, il tient le rôle de Marius, dans la mini-série Les Misérables aux côtés de Dominic West et Ellie Bamber. Cette même année, il obtient le rôle du prince Charles de Galles dans la série historique The Crown, diffusée sur Netflix.

## Filmographie

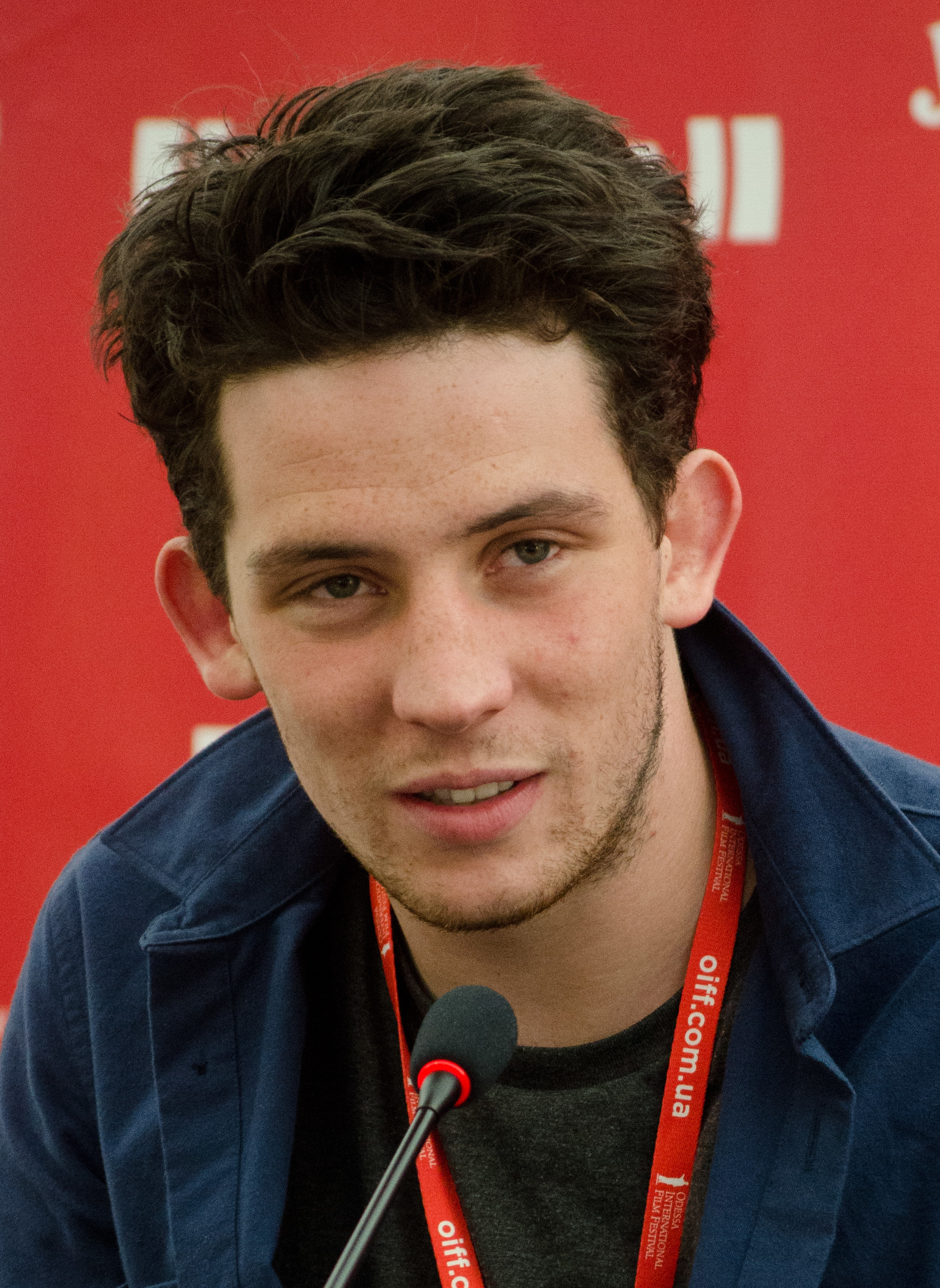
Josh O'Connor au Festival d’Odessa en 2015.

### En tant qu'acteur

#### Longs métrages

##### Années 2010
- 2012 : The Eschatrilogy : Book of the Dead de Damian Morter : un zombie
- 2013 : The Magnificent Eleven de Jeremy Wooding : Andy
- 2014 : The Riot Club de Lone Scherfig : Ed Montgomery
- 2014 : Hide & Seek de Joanna Coates : Max
- 2015 : Cendrillon (Cinderella) de Kenneth Branagh : garde du palais du bal
- 2015 : The Program de Stephen Frears : Rich
- 2015 : Bridgend de Jeppe Rønde : Jamie
- 2016 : Florence Foster Jenkins de Stephen Frears : Donaghy
- 2017 : Seule la Terre (God's Own Country) de Francis Lee : Johnny Saxby
- 2018 : Only You d'Harry Wootliff : Jake
- 2019 : Goodbye (Hope Gap) de William Nicholson : Jamie Cette

##### Années 2020
- 2020 : Emma. d'Autumn de Wilde : Monsieur Elton
- 2021 : Entre les lignes (Mothering Sunday) d'Eva Husson : Paul Sheringham
- 2022 : Aisha de Frank Berry : Conor Healy
- 2023 : La Chimère (La chimera) d'Alice Rohrwacher : Arthur
- 2023 : Lee Miller d'Ellen Kuras : Anthony Penrose
- 2023 : Bonus Track de Julia Jackman : Jonno
- 2024 : Challengers de Luca Guadagnino : Patrick Zweig
- 2025 : Rebuilding de Max Walker-Silverman : Dusty
- 2025 : The History of Sound d'Oliver Hermanus : David
- 2025 : Wake Up Dead Man: A Knives Out Mystery de Rian Johnson : Jud Duplenticy[4]
- 2025 : The Mastermind de Kelly Reichardt
- 2025 : Separate Rooms de Luca Guadagnino
- 2026 : Disclosure de Steven Spielberg

#### Courts-métrages
- 2015 : Holding on for a Good Time d'Ella Bishop : Charlie
- 2016 : Best Man de Freddie Hall : Donald
- 2017 : The Colour of His Hair de Sam Ashby : Peter

#### Téléfilm
- 2013 : The Wipers Times d'Andy De Emmony : Dodd
- 2021 : Romeo & Juliet de Simon Godwin : Roméo de Montaigu

#### Séries télévisées
- 2012 : Inspecteur Lewis (Lewis), saison 6, épisode 2 Generation of Vipers : Charlie Stephenson
- 2013 : Doctor Who, saison 7, épisode 9 Cold War : Piotr
- 2013 : London Irish (mini-série), épisode 2 : James
- 2013 : Londres, police judiciaire (Law and Order : UK), saison 7, épisode 6 Dependent : Rob Fellows
- 2014 : Peaky Blinders, saison 2, épisodes 4 à 6 : James
- 2014 : Ripper Street, saison 3, 8 épisodes : PC Bobby Grace
- 2015 : Father Brown, saison 3, épisode 2 The Curse of Amenhotep : Leo Beresford
- 2016-2017 : La Folle Aventure des Durrell (The Durrells), 26 épisodes : Lawrence Durrell
- 2019 : Les Misérables de Tom Shankland (mini-série), épisodes 4 à 6 : Marius
- 2019-2020 : The Crown saison 3 et 4, 13 épisodes : Charles III

### En tant que compositeur
Court métrage
- 2011 : Michael Myers in Love

## Distinctions

### Récompenses
- LesGaiCineMad, Madrid International LGBT Film Festival 2017 : Meilleur acteur pour Seule la Terre
- British Independent Film Awards 2017 : Meilleur acteur pour Seule la Terre
- Festival international du film de Stockholm 2018 : Meilleur acteur pour Seule la Terre
- Empire Awards 2018 : Meilleur espoir masculin pour Seule la Terre
- Festival international du film de Saint-Jean-de-Luz 2018 : Chistera de la meilleure interprétation masculine pour Seule la terre
- British Independent Film Awards 2019 : Meilleur acteur pour Only You
- Screen Actors Guild Awards 2020 : Meilleure distribution pour une série télévisée dramatique pour The Crown (partagé avec Marion Bailey, Helena Bonham Carter, Olivia Colman, Charles Dance, Erin Doherty, Ben Daniels, Charles Edwards, Tobias Menzies, Sam Phillips, David Rintoul et Jason Watkins)
- Golden Globes 2021 : Meilleur acteur dans une série dramatique pour The Crown
- Critics' Choice Television Awards 2021 : Meilleur acteur dans une série télévisée dramatique pour The Crown
- Primetime Emmy Awards 2021 : Meilleur acteur dans une série dramatique pour The Crown

### Nominations
- London Film Critics Circle 2018 : Meilleur acteur anglais / irlandais pour Seule la Terre
- Evening Standard British Film Awards 2018 : Meilleur acteur pour Seule la Terre
- Baftas 2018 : Rising Star Award
- GALECA 2020 : Meilleur acteur dans un second rôle pour The Crown
- Online Film & Television Association 2020 : Meilleur acteur dans un second rôle dans une série télévisée dramatique pour The Crown
- Gold Derby Awards 2020 : Meilleur acteur dans un second rôle dans une série télévisée dramatique pour The Crown
- Baftas 2020 : Meilleur acteur dans un second rôle pour The Crown
- Screen Actors Guild Awards 2021 : Meilleur acteur dans une série dramatique pour The Crown